# Musée national des beaux-arts (Albanie)
Le Musée national des Beaux-Arts (en albanais : Galeria Kombëtare e Arteve) est un musée national d'art situé à Tirana, en Albanie.
Le musée est sous la tutelle du ministère de l'Économie, de la Culture et de l'Innovation. Il présente le travail d'artistes albanais réputés tels que Kolë Idromeno et Sadik Kaceli.
En octobre 2021, la galerie est temporairement fermée pour permettre la réalisation d'importants travaux de construction tels que la rénovation de la structure actuelle et la construction d'une nouvelle à proximité. Entre-temps, il est prévu de numériser les œuvres d'art dans les studios AlbaFilm.

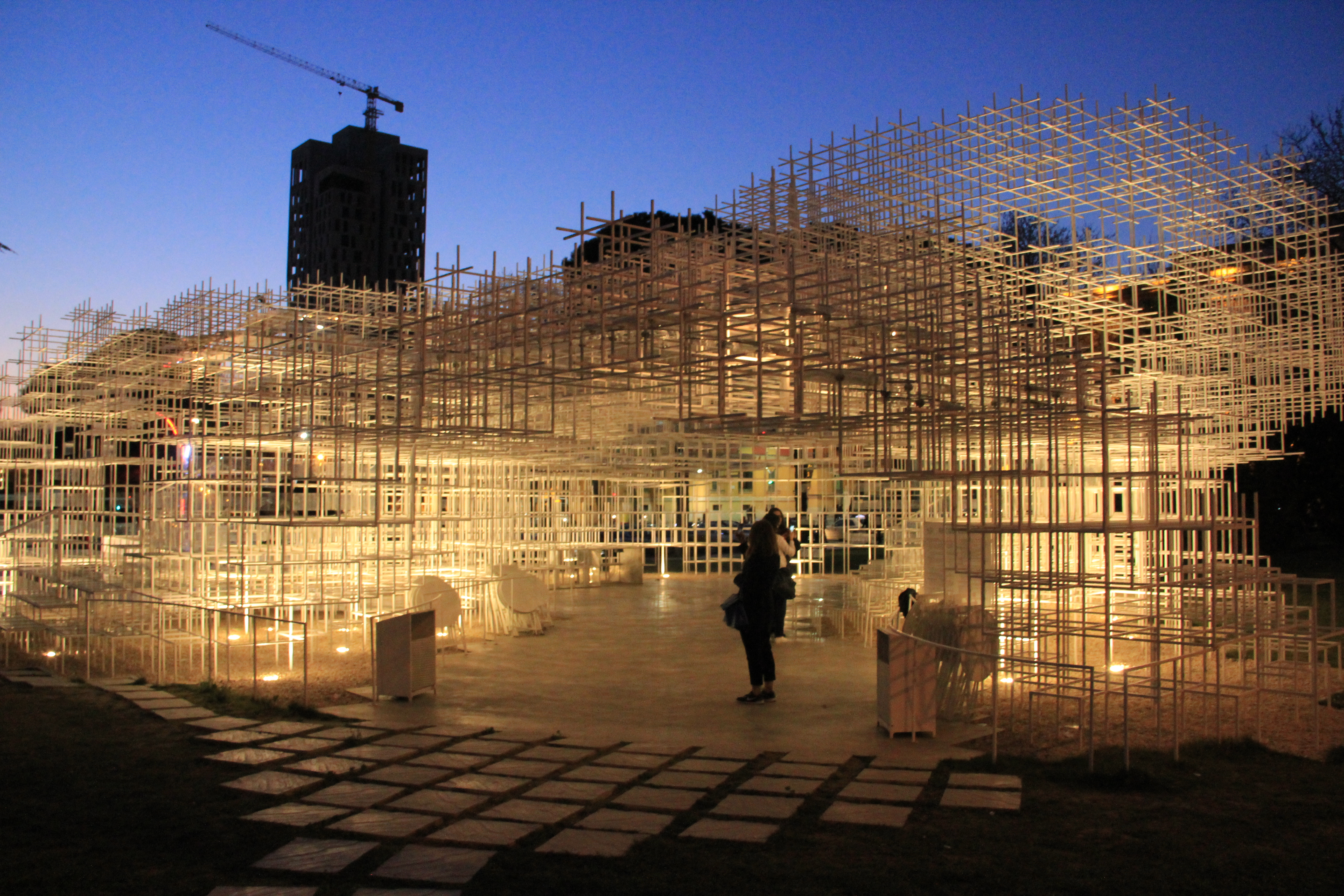
Le Pavillon Cloud à l'extérieur du Musée national des beaux-arts.

## Activités
Afin d'en savoir plus sur l'art visuel albanais, les visiteurs de la Galerie nationale ont la possibilité de profiter des activités et du riche programme d'expositions,.